# Чемпионат Гвинеи по футболу
Чемпионат Гвинеи по футболу (фр. Championnat de Guinée de football) — высший футбольный дивизион Гвинеи. Контролируется Гвинейской федерации футбола. Участниками турнира являются 14 команд.
Впервые чемпионат Гвинеи был разыгран ещё до провозглашения независимости в 1937 году. Первым победителем стала команда «Жанна д’Арк» (Конакри). Впоследствии победителями становились команды «Расинг» и Спортивное общество Гвинеи.
После провозглашения независимости Гвинеи в 1958 году чемпионат уже независимой Гвинеи состоялся в 1965 году, а его победителем стала команда «Конакри II» (впоследствии — «Хафия»). Наибольшее число титулов принадлежит клубу «Хоройя» (20 побед). По 11 чемпионств завоевали «Хафия» и «Калум Стар».
Действующим победителем в сезоне 2023/24 является клуб «Мило», завоевавший свой первый титул.
Лучшие команды чемпионата получают право сыграть в Лиги чемпионов КАФ и Кубке Конфедераций КАФ.

## Список победителей

### До обретения независимости
- 1937 — Жанна д’Арк (Конакри)
- 1938 — Жанна д’Арк (Конакри)
- 1939 — Жанна д’Арк (Конакри)
- 1947 — Расинг (Конакри)
- 1948 — Расинг (Конакри)
- 1949 — Расинг (Конакри)
- 1950 — СК Гвинея (Конакри)
- 1951 — СК Гвинея (Конакри)
- 1952 — СК Гвинея (Конакри)
- 1953 — Расинг (Конакри)
- 1955 — СК Гвинея (Конакри)
- 1956 — СК Гвинея (Конакри)
- 1957 — СК Гвинея (Конакри)

### Независимая Гвинея
- 1965 — Конакри II (Конакри)
- 1966 — Конакри II (Конакри)
- 1967/68 — Конакри II (Конакри)
- 1968/69 — Конакри II (Конакри)
- 1970 — Второй округ Конакри
- 1971 — Хафия (Конакри)
- 1972 — Хафия (Конакри)
- 1978 — Хафия (Конакри)
- 1979 — Хафия (Конакри)
- 1980 — Калум Стар (Конакри)
- 1981 — Калум Стар (Конакри)
- 1982 — Калум Стар (Конакри)
- 1983 — Хафия (Конакри)
- 1984 — Калум Стар (Конакри)
- 1985 — Хафия (Конакри)
- 1986 — Хоройя (Конакри)
- 1987 — Калум Стар (Конакри)
- 1988 — Хоройя (Конакри)
- 1989 — Хоройя (Конакри)
- 1990 — Хоройя (Конакри)
- 1991 — Хоройя (Конакри)
- 1992 — Хоройя (Конакри)
- 1993 — Калум Стар (Конакри)
- 1994 — Хоройя (Конакри)
- 1995 — Калум Стар (Конакри)
- 1996 — Калум Стар (Конакри)
- 1998 — Калум Стар (Конакри)
- 1999/00 — Хоройя (Конакри)
- 2001 — Хоройя (Конакри)
- 2002 — Сателлит (Конакри)
- 2003 — АСФАГ (Конакри)
- 2004 — Фелло Стар (Лабе)
- 2005 — Сателлит (Конакри)
- 2006 — Фелло Стар (Лабе)
- 2007 — Калум Стар (Конакри)
- 2008 — Фелло Стар (Лабе)
- 2008/09 — Фелло Стар (Лабе)
- 2009/10 — Фелло Стар (Лабе)
- 2010/11 — Хоройя (Конакри)
- 2011/12 — Хоройя (Конакри)
- 2013 — Хоройя (Конакри)
- 2013/14 — Калум Стар (Конакри)
- 2014/15 — Хоройя (Конакри)
- 2015/16 — Хоройя (Конакри)
- 2016/17 — Хоройя (Конакри)
- 2017/18 — Хоройя (Конакри)
- 2018/19 — Хоройя (Конакри)
- 2019/20 — Хоройя (Конакри)
- 2020/21 — Хоройя (Конакри)
- 2021/22 — Хоройя (Конакри)
- 2022/23 — Хафия (Конакри)
- 2023/24 — Мило (Канкан)

## Победители по клубам
| Клуб                 | Побед | Чемпионство по годам                                                                                                   |
| -------------------- | ----- | --- |
| Хоройя               | 20    | 1986, 1988, 1989, 1990, 1991, 1992, 1994, 2000, 2001, 2011, 2012, 2013, 2015, 2016, 2017, 2018, 2019, 2020, 2021, 2022 |
| Хафия                | 11    | 1965, 1966, 1968, 1969, 1971, 1972, 1978, 1979, 1983, 1985, 2023                                                       |
| Калум Стар           | 11    | 1980, 1981, 1982, 1984, 1987, 1993, 1995, 1996, 1998, 2007, 2014                                                       |
| Фелло Стар           | 5     | 2004, 2006, 2008, 2009, 2010                                                                                           |
| Сателлит             | 2     | 2002, 2005 |
| АСФАГ                | 1     | 2003 |
| Второй округ Конакри | 1     | 1970 |
| Мило                 | 1     | 2024 |